# Емельянов, Иван Алексеевич
Ива́н Алексе́евич Емелья́нов (13 декабря 1906, Усад, Владимирская губерния — 20 апреля 1974, Львов) — Герой Советского Союза, командир 622-го штурмового авиационного полка 214-й штурмовой авиационной дивизии 2-го смешанного авиационного корпуса 8-й воздушной армии Южного фронта, полковник.

## Ранние годы
Родился в деревне Усад (ныне — Меленковского района Владимирской области) в семье крестьянина. Русский. Член ВКП(б) с 1928 года. После окончания сельской школы в 1918 году три года был учеником у кустаря-сапожника. Затем четыре года работал слесарем и молотобойцем на паточном заводе. С 1927 по 1929 год работал продавцом магазина Усадского потребсоюза и был секретарем комсомольской организации. В 1929 году переехал в город Дзержинск Горьковской (ныне Нижегородской) области, где работал слесарем. В 1930 году по путевке комсомола был направлен учиться на рабфак в город Выксу.

## Служба
В 1931 году после первого курса рабфака Выксунским военкоматом Емельянов был призван в Красную Армию и направлен в авиационное училище. В 1933 году окончил Оренбургскую военную авиационную школу. Проходил службу в авиационных частях пилотом, а после окончания курсов в Борисоглебске — командиром звена и эскадрильи.
С началом Великой Отечественной войны в действующей армии. Уже 22 июня 1941 года капитан Емельянов над Вильнюсом сбил самолёт противника. Но в воздушном бою он был ранен и три месяца лечился в госпитале. После выздоровления вернулся на фронт, в короткий срок овладел в совершенстве самолётом-штурмовиком.
С лета 1942 года сражался на Юго-Западном фронте. Был заместителем командира эскадрильи, командиром эскадрильи, а с июля 1942 года — командиром 622-го штурмового авиационного полка 228-й штурмовой авиационной дивизии. На подступах к Сталинграду командир неоднократно водил группы штурмовиков Ил-2 на бомбардировку и штурмовку бронетанковых колонн гитлеровцев. С сентября 1942 года полк капитана Емельянова входил в состав 214-й штурмовой авиационной дивизии Южного фронта, активно участвовал в битве за Сталинград.
К маю 1943 года майор Емельянов совершил 71 боевой вылет, сбил 6 и уничтожил на аэродромах 24 самолёта противника, на его боевом счету было 14 уничтоженных танков, 34 автомашины, 22 железнодорожных вагона и другая военная техника.
Указом Президиума Верховного Совета СССР от 24 августа 1943 года за образцовое выполнение заданий командования и проявленные мужество и героизм в боях с немецко-фашистскими захватчиками майору Емельянову Ивану Алексеевичу присвоено звание Героя Советского Союза с вручением ордена Ленина и медали «Золотая Звезда» (№ 1009).
В дальнейшем полк под командованием Емельянова участвовал в боях по освобождению Крыма и Прибалтики. За отличие в боях получил почётное наименование — «Севастопольский» и позднее стал Краснознамённым. К концу войны на счету подполковника Емельянова было около 150 боевых вылетов и 8 самолётов, сбитых в воздушных боях лично.
После Победы Емельянов остался в ВВС. В 1946 году окончил Курсы усовершенствования командного состава (КУОС). С 1953 года полковник Емельянов — в запасе. Жил и работал во Львове. Умер 20 апреля 1974 года.

## Награды и звания
- Звание Герой Советского Союза. Указ Президиума Верховного Совета СССР от 24 августа 1943 года:
  - Орден Ленина,
  - Медаль «Золотая Звезда» № 1009.
- Орден Ленина.Приказ Военного совета Юго-Западного фронта № 80/н от 17 июня 1942 года.
- Орден Красного Знамени. Приказ Военного совета Юго-Западного фронта № 61 от 9 декабря 1941 года.
- Орден Красного Знамени. Приказ Военного совета 15 воздушной армии № 10/н от 19 февраля 1945 года.
- Орден Красного Знамени.
- Орден Александра Невского.Приказ Военного совета 8 воздушной армии № 35/н от 22 мая 1944 года.
- Орден Отечественной войны I степени. Приказ Военного совета Южного фронта № 27/н от 3 февраля 1943 года.
- Орден Отечественной войны I степени.
- Орден Красной Звезды.
- Медаль «За оборону Сталинграда». Указ Президиума Верховного Совета СССР от 22 декабря 1942 года.
- Медаль «За победу над Германией в Великой Отечественной войне 1941—1945 гг.». Указ Президиума Верховного Совета СССР от 9 мая 1945 года.
- Медали СССР.